# Kalmusia sarothamni
Kalmusia sarothamni är en svampart som beskrevs av Feltgen 1901. Kalmusia sarothamni ingår i släktet Kalmusia och familjen Montagnulaceae.  Arten är reproducerande i Sverige. Inga underarter finns listade i Catalogue of Life.